# Paolo Gozzi
Paolo Gozzi, né le 25 avril 2001 à Turin (Italie), est un footballeur italo-nigérian, qui évolue au poste de défenseur central à l'ESTAC Troyes.

## Biographie

### Jeunesse et formation
Paolo Iweru naît à Turin de parents nigérians. Dès son plus jeune âge, il est adopté par une famille originaire d'Émilie-Romagne qui habite dans la capitale piémontaise, dans le quartier de Lucento. Il commence à jouer au football à l'âge de 11 ans, dans le club de l'ASD Pozzomaina, dans le quartier de Pozzo Strada.

« Il a rejoint les jeunes du club à l'âge de onze ans et est resté deux saisons et demie. Il n'était pas du quartier. Je pense qu'il venait du quartier de Lucento, à tel point qu'il était accompagné par un parent d'un coéquipier lors de l'entraînement parce que son père n'avait pas de permis. »

— Ottavio Porta, président du club de l'ASD Pozzomaina, où Paolo a fait ses premiers pas dans le football.
Son premier entraîneur est Stefano Falbo. D'abord inscrit comme ailier, Stefano fait alterner Paolo Gozzi au milieu de terrain et en défense. Il est repéré par des recruteurs de la Juventus FC, appelés par le président du club pour qu'ils voient le niveau de Paolo, lors d'un tournoi. Par la suite, il est recruté par la Veille Dame, ayant apprécié le profil du jeune joueur.

### Carrière en club
Il rejoint les moins de 17 ans de la Juve le 1er juillet 2017. Gozzi dispute son premier match avec les U17 le 17 septembre 2017, face aux moins de 17 ans de Carpi FC, en tant que défenseur central (victoire 3-1 à l'extérieur).
Après une année convaincante passée chez les U17, il rejoint les U19, entrainés par Francesco Baldini. Paolo joue son premier match  avec les moins de 19 ans le 29 octobre 2018, face aux U19 de l'Inter Milan (match nul 3-3 au Stade Breda). Il dispute également l'UEFA Youth League où il joue tous les matchs de la campagne, malgré l'élimination des bianconeri aux barrages face au Dynamo Kiev. Il est convoqué par l'entraîneur de la première équipe de la Juve, Massimiliano Allegri, pour disputer un match de Serie A face à la SPAL. Ayant voulu faire une rotation et faire reposer les cadres de l'équipe en vue du quart de finale retour face à l'Ajax Amsterdam trois jours plus tard, Allegri décide de mettre titulaire Paolo dans un 3-5-2 avec Andrea Barzagli et Mattia De Sciglio en défense. Paolo Gozzi joue le match dans son intégralité, malgré la défaite des siens (défaite 2-1 au stade Paolo-Mazza). Grâce à ce match, il devient le premier joueur né en 2001 à jouer un match avec la Juventus Turin.

### Carrière en sélection

#### Italie -16 ans
En février 2017, le joueur italo-nigérian est convoqué par l'entraîneur de l'équipe d'Italie des moins de 16 ans, Daniele Zoratto, pour disputer une série de matchs amicaux. Il joue son premier match avec les moins de 16 ans le 15 février 2017, face à l'Espagne, en étant titulaire (2-2, puis défaite 7-6 aux tirs au but). Toutefois, il est remplacé par Nicolò Armini à la 64e minute de jeu.

#### Italie -17 ans
En septembre 2017, il est convoqué par Carmine Nunziata, entraîneur des moins de 17 ans, pour disputer une série de matchs amicaux pour préparer les qualifications pour le championnat d'Europe 2018. Gozzi joue son premier match avec les U17 le 8 septembre 2017, face à l'Allemagne (victoire 2-1 à Deggendorf).
Grâce à la qualification des Italiens en terminant premier de leur groupe devant notamment la Géorgie, Paolo Gozzi est convoqué pour disputer l'Euro U17 qui se déroule en Angleterre. Le premier match qu'il dispute dans la compétition est contre la Suisse, lors de la phase de groupe. Gozzi commence la rencontre en défense avec Armini (qui sera par la suite la charnière de base de l'équipe durant le tournoi). Les Italiens gagnent le match face aux Helvètes sur le score de 2-0. L'équipe italienne arrive en finale, grâce notamment à sa défense, ayant encaissée seulement deux buts durant la compétition. Opposés aux Pays-Bas, les Italiens présentent un 4-3-1-2 pour cette finale avec Paolo Gozzi (2-2, puis défaite aux tirs au but 6-3).

#### Italie -19 ans
En septembre 2018, Paolo est convoqué avec les moins de 19 ans pour disputer une série de matchs amicaux. Il joue son premier match le 14 septembre 2018, face à la Croatie, en remplaçant Matteo Anzolin à la mi-temps (victoire 3-2 à Gorizia). Avec cette équipe, le natif de Turin participe au championnat d'Europe des moins de 19 ans en 2019 où il joue trois matchs : face au Portugal, à l'Arménie et à l'Espagne. L'Italie est éliminée dès la phase de groupe.

## Style de jeu

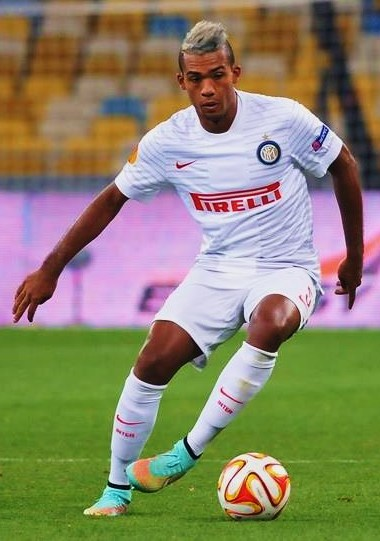
Paolo Gozzi est souvent comparé à Juan Jesus.

Gaucher de son pied, Paolo Gozzi joue au poste de défenseur central, mais peut également jouer en tant que milieu de terrain. Doté d'un bon physique, il est bon dans les duels aériens comme dans les un contre un. Paolo possède également une bonne relance et apprécie envoyer les attaquants dans la profondeur. Gozzi cherche à jouer comme Giorgio Chiellini, même s'il est le plus souvent comparé à Juan Jesus.

## Palmarès

### En club
| Juventus FC - Championnat d'Italie (1) : - Champion : 2019. Red Star FC - National (1) : - Champion : 2024 |

### En sélection
| Italie -17 ans - Championnat d'Europe des moins de 17 ans : - Finaliste : 2018. |